# ایستگاه راه‌آهن انفیلد تاون
ایستگاه راه‌آهن انفیلد تاون (انگلیسی: Enfield Town railway station) ایستگاه ابتدایی خط لی ولی، متروی زمینی لندن از سمت شمال است.
این ایستگاه که در سال ۱۸۴۹ تاسیس شده در منطقه انفیلد لندن قرار دارد.

## نگارخانه

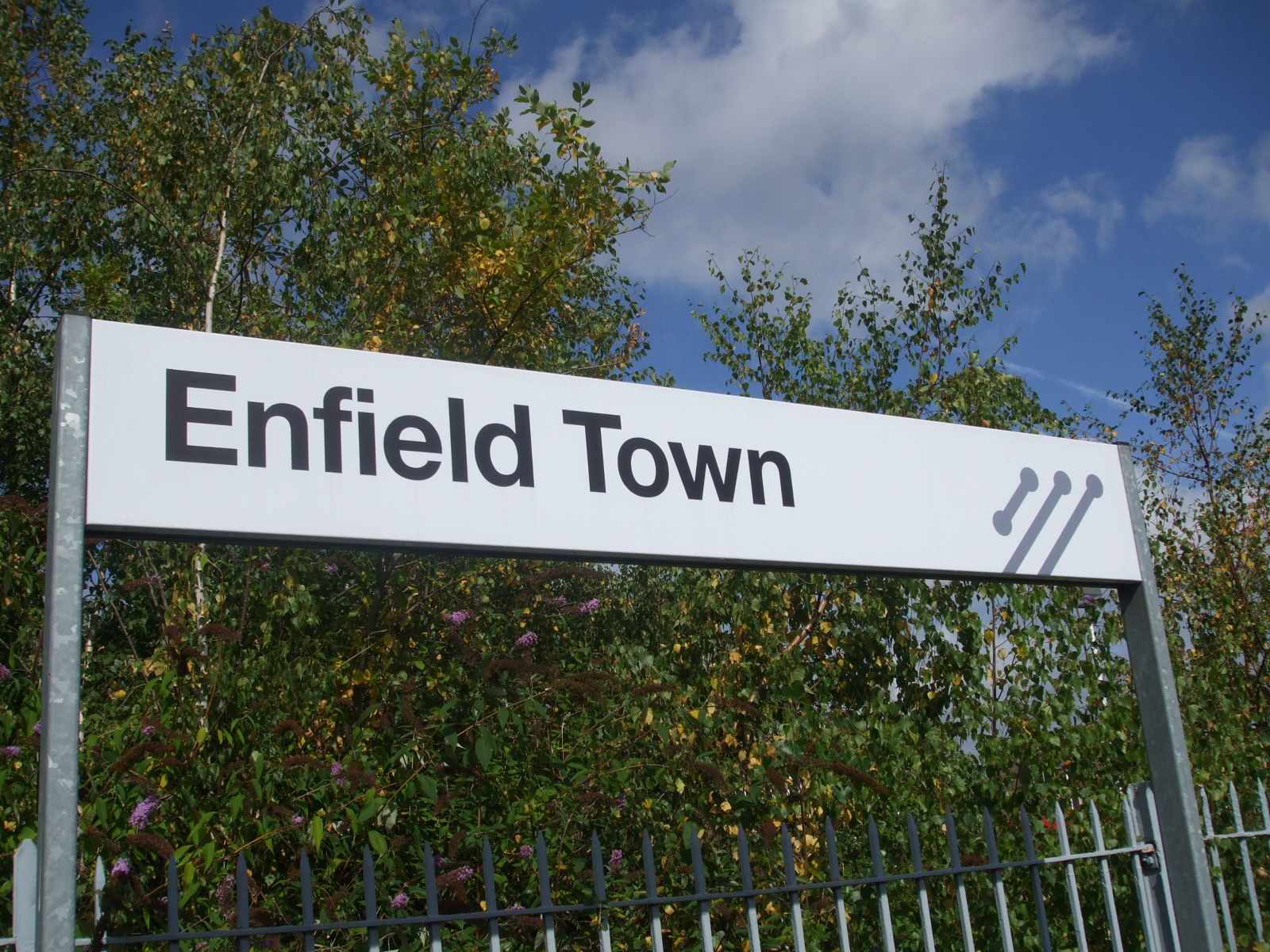
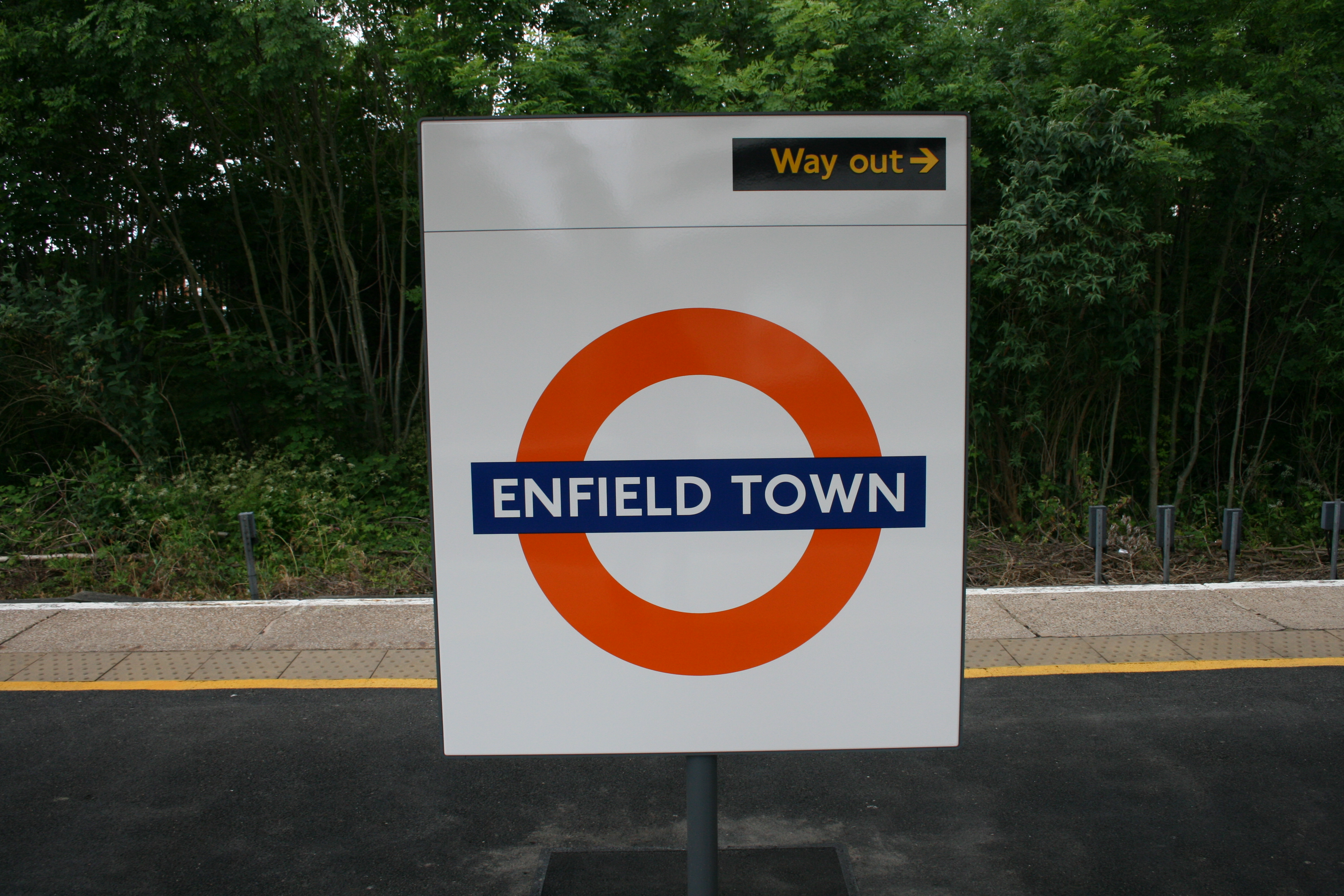
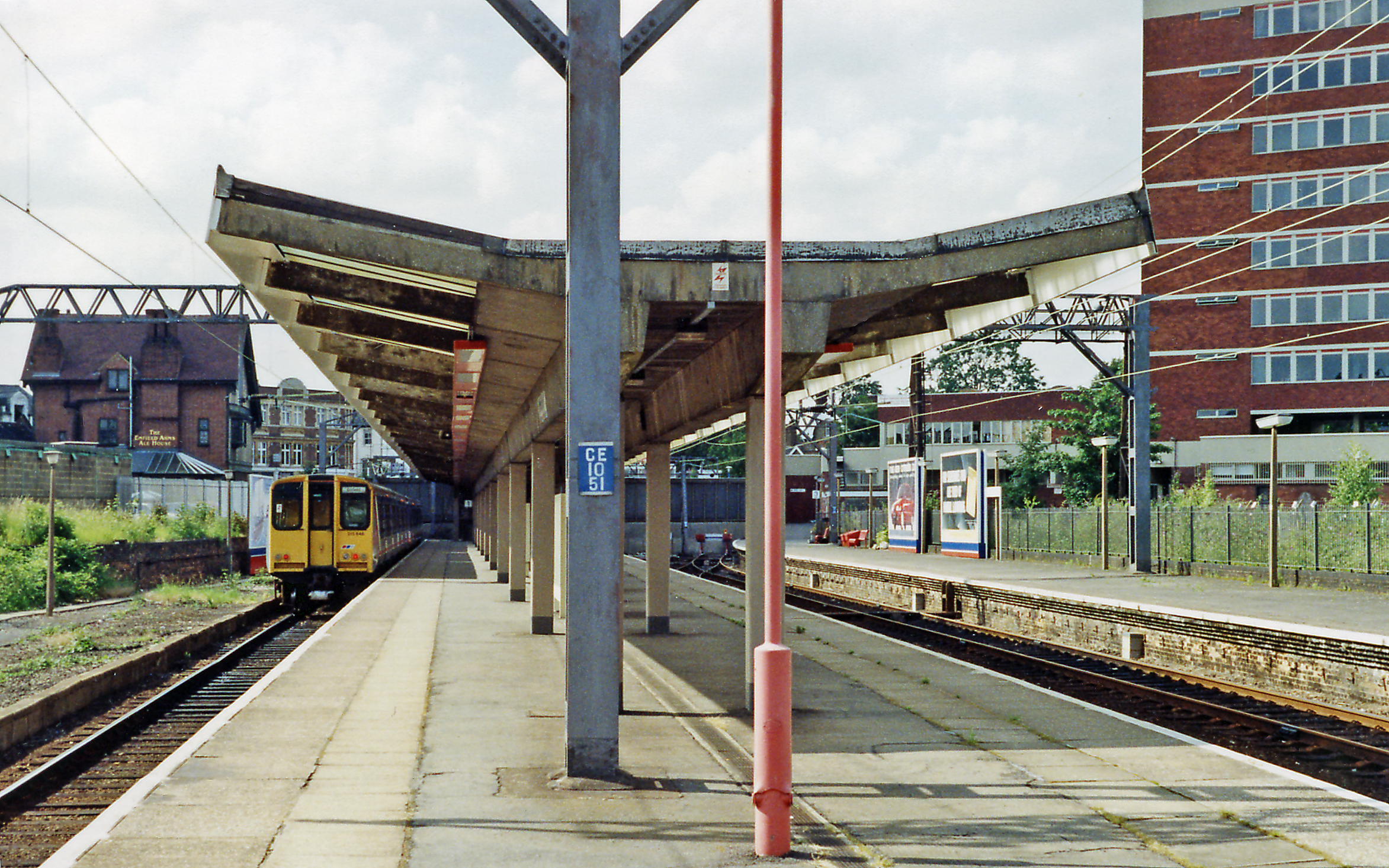
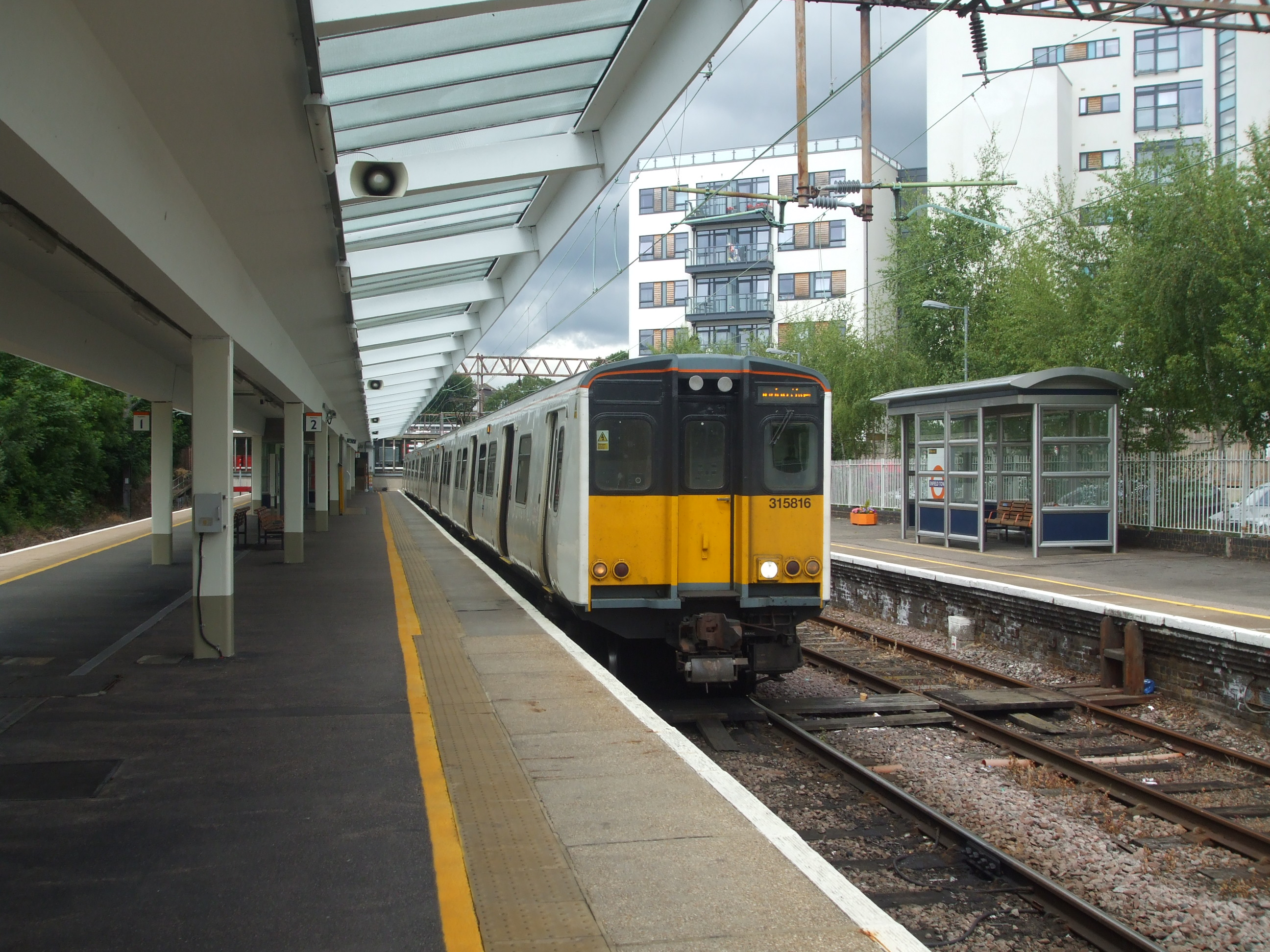